# Прапор Камбоджі
Національний прапор Камбоджі — державний прапор Камбоджі, прийнятий знову в 1993 році (раніше використовувався у 1948—1970 рр.), після виборів, які повернули до управління країною монархію.

## Опис
Пропорції Прапора Камбоджі: 2:3. Він являє собою полотнище з трьома різновеликими горизонтальними смугами синього і червоного кольорів. Смуги розташовані таким чином: угорі синя (1/4 ширини прапора), далі червона (1/2), нижче — синя (1/4 ширини прапора). На червоній смузі поміщено зображення Храму Ангкор-Ват білого кольору.
Синій колір прапора символізує монархічну владу, червоний — народ, білий — релігію (буддизм і брахманізм). Храм Ангкор-Ват уособлює Всесвіт, вищу божественну силу і водночас королівську владу (згідно з камбоджійською традицією, монарх є посередником між божествами та людьми). Таким чином, центральний символ прапора означає тріаду — «Релігія-Нація-Король».

## Короткі історичні дані
Прапор Камбоджі було прийнято в 1948 році. Скасовано 1970 року, а 1993 року поновлено.
У 1970 році у зв'язку з приходом до влади диктатора Лон Нола було винайдено новий камбоджійський прапор, що використовував ті ж самі кольори, із зображенням трьох зірок. Від 1975 року, коли до влади прийшли «червоні кхмери» на чолі з Пол Потом, використовувався червоний прапор із золотим стилізованим абрисом храму Ангкор-Ват. У 1979 році, після повалення полпотівського диктату, пров'єтнамский режим Хенг Самріна використовував прапор «червоних кхмерів» із дещо зміненим силуетом.
У 1993 році, коли Головою держави знову став Нородом Сіанук, традиційний прапор було відновлено.

## Ретроспектива прапорів Камбоджі
| Прапор | Період                           | Державний устрій / становище країни                        |
| ------ | -------------------------------- | ---------------------------------------------------------- |
|        | 1863—1948                        | Прапор Камбоджі як протекторату Франції                    |
|        | 1942—1945                        | Прапор Камбоджі під час японської окупації                 |
|        | 1948—1970, 1993 — теперішній час | Прапор Королівства Камбоджа                                |
|        | 1970—1975                        | Прапор невизнаної «Кхмерської республіки» Лон Нола         |
|        | 1975—1979                        | Прапор «Демократичної Кампучії» (режим Пол Пота)           |
|        | 1979—1989                        | Прапор Народної республіки Кампучія (в'єтнамська окупація) |
|        | 1989—1991                        | Прапор Держави Камбоджа                                    |
|        | 1992—1993                        | Прапор перехідної адміністрації ООН у Камбоджі             |